# بلوگورسکی (شهرستان آئورگازینسکی، باشقیرستان)
بلوگورسکی (به لاتین: Belogorsky) یک منطقهٔ مسکونی در روسیه است که در باشقیرستان واقع شده‌است.